# 池田ひかる
池田 ひかる（いけだ ひかる、6月20日 - ）は、日本の女性声優。福岡県出身。

## 人物
2006年は、河原木志穂・猪口有佳との声優ユニット「カチューシャ2nd」（18禁OVA『下級生2』が発表された際に結成）として活動していた。
以前はケッケコーポレーションに所属していた。
趣味は水泳。特技はピアノ、バレーボール。
免許資格は普通自動車免許。

## 出演
太字は主役・メインキャラクター。

### テレビアニメ
2000年
- 週刊ストーリーランド（美人女性、OL、OL2、主婦、通行人C、若い女）
- HUNTER×HUNTER（第1作）（カップル女）
- へろへろくん（パチパチ）

2001年
- コスモウォーリアー零（子供、女友達）
- 神鵰侠侶 コンドルヒーロー（洪凌波、全真教道士）

2002年
- GUN FRONTIER（セツコ）
- 神世紀伝マーズ（2002年 - 2003年、女レポーター、横山〈妻〉、ベガ ほか）
- 爆転シュート ベイブレード2002（サリマ、女 / ドクターK）

2003年
- アニメ古典文学館（女房）
- SUBMARINE SUPER 99（ヤーナ）
- onちゃん夢パワー大冒険!（由美姉さん）

2004年
- 下級生2〜瞳の中の少女たち〜（岸田シュン）
- BECK

2005年
- ああっ女神さまっ（TVナレーション）

2006年
- フラカッパー（竹田六十四）

### ドラマCD
時期不明
- キミは無糖（メグ）

2005年
- 苺王子（和菓子屋店員B）
- 蜜と十字架（主婦A）
- ラブ★パニ 恋愛警報☆パニック注意報（遭難した子供1）

### 吹き替え
- ブロンドジャンクション

## ディスコグラフィ

### その他参加楽曲
| 発売日   | 商品名                                              | 歌              | 楽曲                                                              | 備考                                                      |
| 2005年   | 2005年                                              | 2005年          | 2005年                                                            | 2005年                                                    |
| -------- | --------------------------------------------------- | --------------- | ----------------------------------------------------------------- | --------------------------------------------------------- |
| 11月10日 | OVA 七瀬恋 ORIGINAL SOUNDTRACKS COMLETE DISC        | 池田ひかる      | 「SURE?REALLY?DARING?」                                           | OVA『七瀬恋 風間愛 八神優』オープニングテーマ             |
| 11月10日 | OVA 七瀬恋 ORIGINAL SOUNDTRACKS COMLETE DISC        | 池田ひかる      | 「カタコイ」                                                      | OVA『七瀬恋 風間愛 八神優』エンディングテーマ             |
| 2006年   |                                                     |                 |                                                                   |                                                           |
| 2月24日  | 下級生2〜季花詞集(Anthology)〜テーマソング&ドラマCD | カチューシャ2nd | 「RAINBOW」                                                       | OVA『下級生2〜季花詞集（Anthology）〜』オープニングテーマ |
| 2月24日  | 下級生2〜季花詞集(Anthology)〜テーマソング&ドラマCD | カチューシャ2nd | 「青春の渦中者たち」                                              | OVA『下級生2〜季花詞集（Anthology）〜』エンディングテーマ |
| 2月24日  | 下級生2〜季花詞集(Anthology)〜テーマソング&ドラマCD | カチューシャ2nd | 「18（カチューシャ2nd ver.）」 「恋の歌（カチューシャ2nd ver.）」 |                                                           |

### ユニットメンバー
1. ↑  河原木志穂、猪口有佳、池田ひかる